# Phidippus
Die Gattung Phidippus zählt zur Familie der Springspinnen (Salticidae) innerhalb der Ordnung der Webspinnen. Die Arten sind bis auf wenige Ausnahmen, die in Indien vorkommen, in Nord- und Mittelamerika verbreitet und bewohnen dort vorwiegend trockene, offene Lebensräume. Bei den Arten der Gattung handelt es sich um vergleichsweise große Springspinnen mit oftmals auffälligen Farbmustern. Weitere gattungstypische Merkmale sind die durch Irisierung (Lichtbruch) schillernden Cheliceren (Kieferklauen) sowie die dichte Körperbehaarung.

## Merkmale

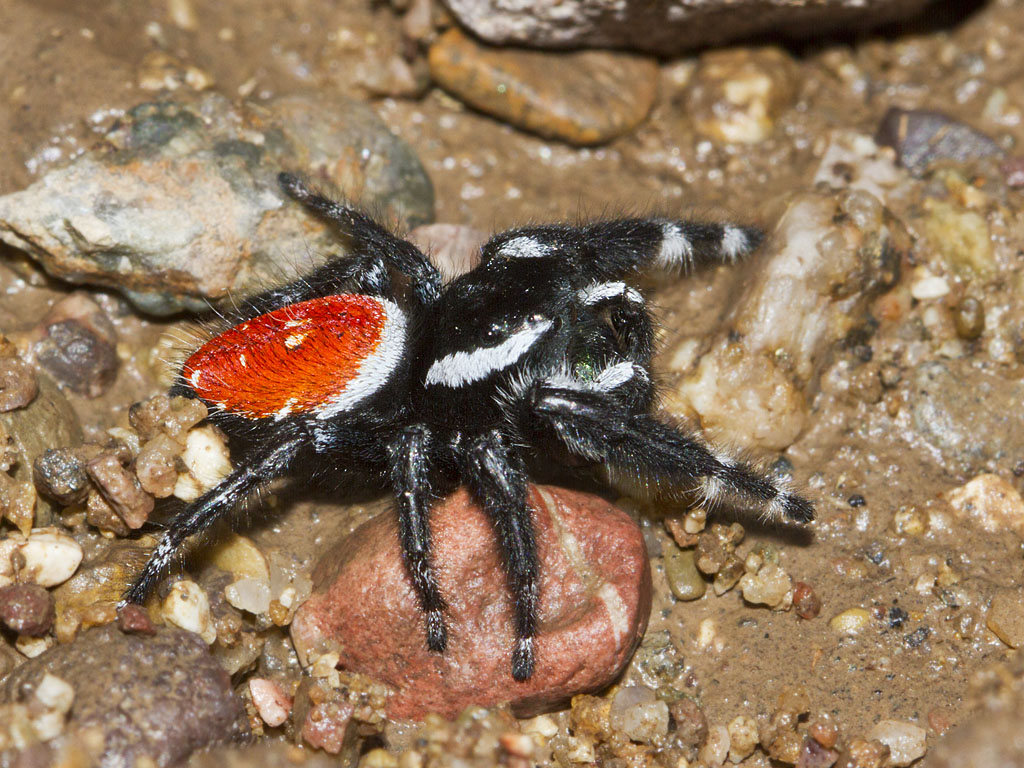
Männchen von Phidippus carneus

Bei den Arten der Gattung Phidippus handelt es sich um mittel- bis sehr große Springspinnen, deren Körperlänge je nach Art und Geschlecht von 3,3 (kleine Männchen von Phidippus clarus aus Kanada) bis 22 (große, trächtige Weibchen von Phidippus regius) Millimetern. Der gesamte Körper ist mehr oder weniger mit sog. Vestituralsetae bedeckt. Ausgenommen sind  die Cheliceren (Kieferklauen) und manchmal das mediane (mittlere) Augenviereck zwischen den Mittelaugen. Daneben wird der Körper im geringere Maße von einigen länglichen, schwarzen oder bei einigen Arten grauen Setae (chitinisierte Haare) bedeckt, die vor allem am lateralen (seitlichen) cephalischen Bereichs (Kopfregion) sowie auf die vorderen und seitlichen Ränder des Augenvierecks gehäuft vorkommen. Ferner bilden einige längere Setae am vorderen Rand des Augenvierecks eine Randformation über der unteren Augenreihe. Seitlich des Vierecks bilden einige Setae unterschiedlich ausfallende Büschel, deren Anzahl durchschnittlich zwei oder vier und grundsätzlich null bis sechs beträgt. Die Büschel befinden sich lateral unterhalb und etwas vor den oberen Mittelaugen. Die unterhalb dieser Augen befindlichen Büschel bilden dabei eine kompakte und horizontale Umrandung. Die Büschelreihe wird auf halber Strecke bis zu den oberen und unteren Mittelaugen fortgeführt, wobei bei Weibchen auch Büschel nach den Mittelaugen auftreten. Außerdem gibt es entweder dazu oder stattdessen ein Paar dieser Büschel in der Mitte des Augenvierecks. Dorsale (obere) Setaebüschel sind zumindest bei ausgewachsenen Weibchen der Gattung vorhanden, fehlen jedoch bei vielen Männchen. Bei einem 1990 gesichteten Jungtier der Gattung fehlten diese Setae ebenfalls. Auf den Extremitäten, dem Clypeus (Abschnitt zwischen den anterioren Augen und dem Carapax) und verschiedenen Dorsalzeichenelementen befinden sich überdies mehrere am Körper angelegte, schuppenartige Setae, die sich gelegentlich den Großteil der der Dorsalfläche und zusätzlich oder Anstelle davon andere Bereiche des Körpers befinden können.

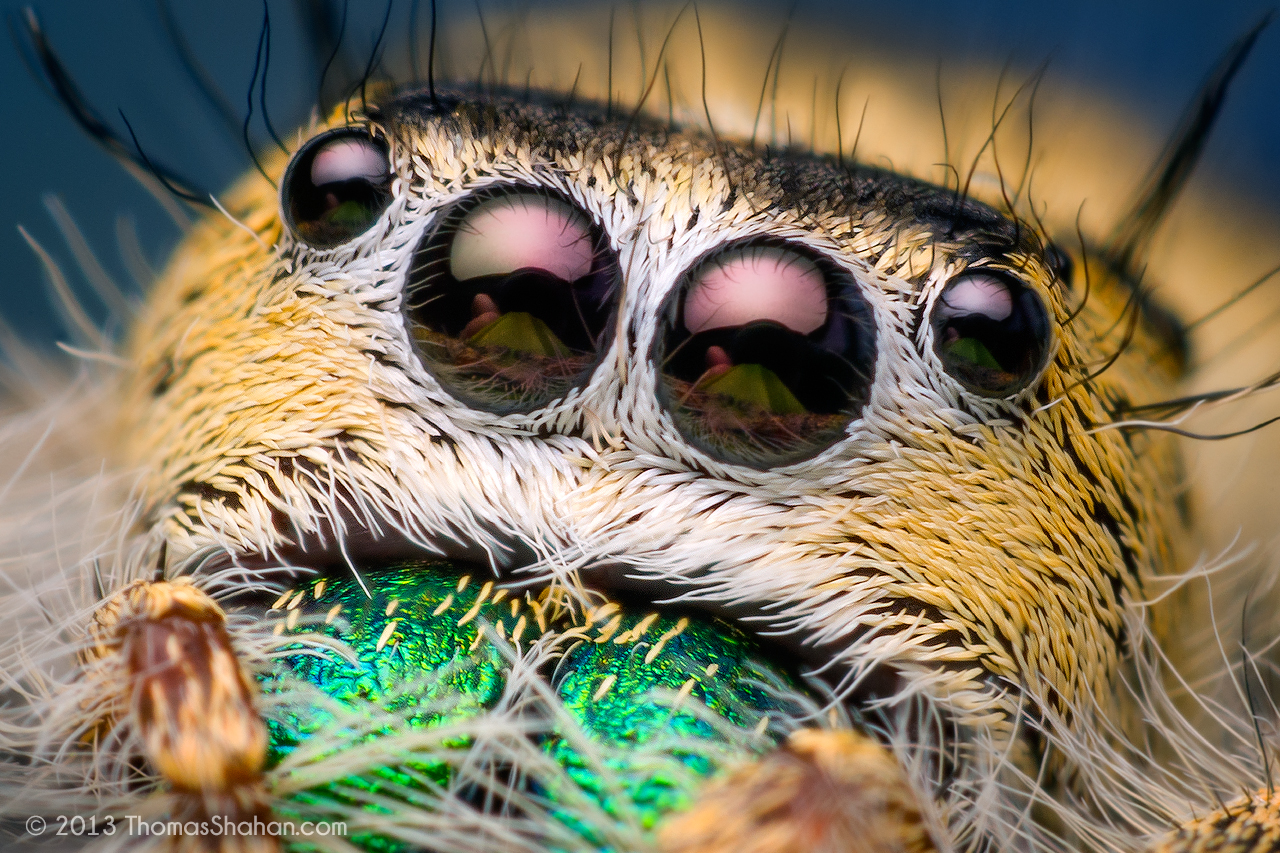
Augen eines Weibchens von Phidippus workmani

Das Integument (äußere Körperhülle) der Arten ist beim Prosoma (Vorderkörper) und seinen Anhängen rotbraun, wobei es bei blasseren Individuen gelblichbraun und in seltenen Fällen  gelb gefärbt sein kann. Das Augenviereck erscheint verglichen mit dem Rest des Prosomas dunkler und kann bis schwarz gefärbt sein. Ventral (unten) ist die Färbung zumeist gelblich braun und kann bei dunkleren Individuen auch rotbraun ausfallen. Die Oberfläche des Integuments ist stark reflektierend. Der Carapax (Rückenschild des Prosomas) hat eine maximale Breite von 0,75, die sich gleichzeitig auch am vordersten Punkt des höchstens 0,9 Millimeter langen Carapax befindet. Die maximale Höhe des Carapax beträgt 0,5 Millimeter und befindet sich höchstens bei 0,71 Millimeter Breite. Das mediane Augenquadrat mitsamt der unteren Mittelaugen nimmt 0,4 bis 0,5 Millimeter der Länge des Carapax ein. Es ist gröber retikuliert als das umgebende Integument. Der Abstand der oberen Mittelaugen zu den oberen sowie den unteren Seitenaugen beträgt 0,3 bis 0,43 Millimeter, wobei sie sich bei kleineren Individuen der Gattung geringfügig weiter entfernt von letzteren befinden. Bei größeren sind die oberen Mittelaugen jedoch näher an den unteren Seitenaugen positioniert. Der Abstand zwischen den beiden oberen Seitenaugen nimmt 0,75 bis 0,9 Millimeter der Breite des Carapax ein, während der zwischen den unteren Seitenaugen 0,56 bis 0,85 Millimeter der Carapaxbreite einnimmt. Im Allgemeinen lassen sich bei kleineren Spinnen der Gattung höhere Größenverhältnisse der Augenreihen vermerken. Die Höhe des Clypeus entspricht genau oder beträgt etwas weniger als der Radius der unteren Mittelaugen. Die obere Augenreihe weist eine Quervertiefung mit einer zentralen Längsfurche auf. Die Neigung des Carapax beträgt etwa 45° Abwinklung und nimmt 0,33 Millimeter der Länge des Carapax ein. Der Der cephalische Bereich ist anterior (vorne) zu den oberen Seitenaugen ebenfalls leicht nach unten geneigt.

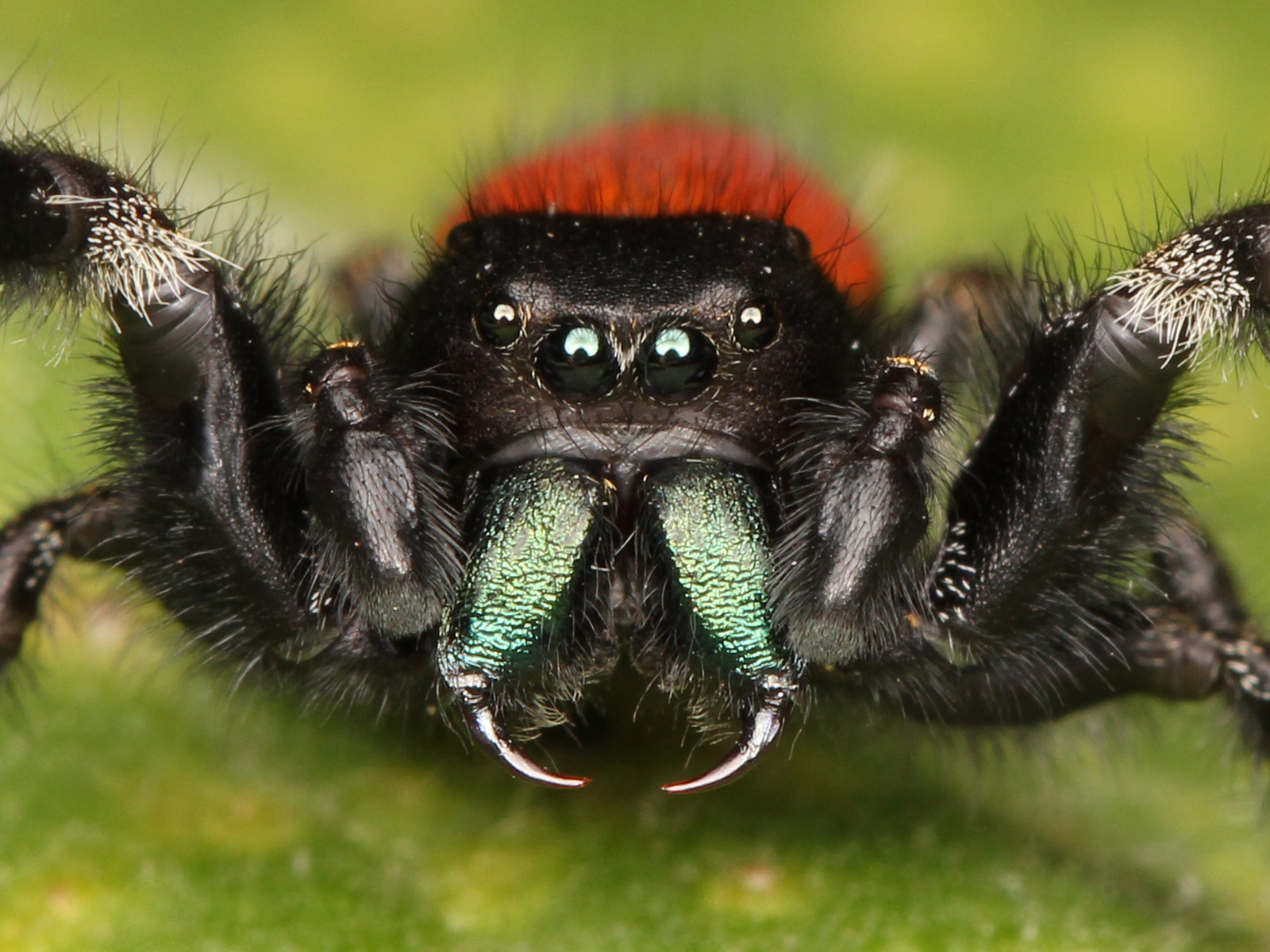
Detailaufnahme eines drohenden Männchens von Phidippus johnsoni mit gespreizten Cheliceren

Die Cheliceren erscheinen runzelig, robust und insbesondere bei den Männchen der Gattung leicht porrekt (nach vorne ragend). Ein markantes Merkmal der Cheliceren ist ihre schillernde Farbgebung, die sich meist zwischen gelb und grünblau beläuft, besonders häufig jedoch grün. Insgesamt kann die Schillerung der Cheliceren je nach Art von rot und violett reichen. Die promarginale Fläche (innen vorderseitige) der Cheliceren ist mit zwei Zähnen versehen, von denen der medialere und proximale (zur Körpermitte gelegene) kleiner ist. Die retromarginale (innen rückseitige) Fläche ist mit einem Zahn ausgestattet, der im Regelfall etwas größer als der größere der beiden Zähne auf der Promarginalseite ist. Die Maxillae (umgewandelte Coxen der Pedipalpen) sind bei den Weibchen konvergierend (einander nähernd) und bei den Männchen divergent (auseinanderstrebend) verlaufend sowie bei Individuen letzteren Geschlechts mit anterolateralen (vorne seitlichen) Höckern versehen. Das Labium (sklerotisierte, bzw. verhärtete Platte zwischen den Maxillae und vor dem Sternum) länger als breit und die Länge beträgt die Hälfte der der Laden. Das Sternum (Brustschild des Prosomas) ist ebenfalls etwas schmaler und maximal so breit, wie es das Labium anterior ist. Außerdem erscheint es posterior (hinten) stark verengt. Die Coxen (Hüftglieder) berühren sich fast einander.

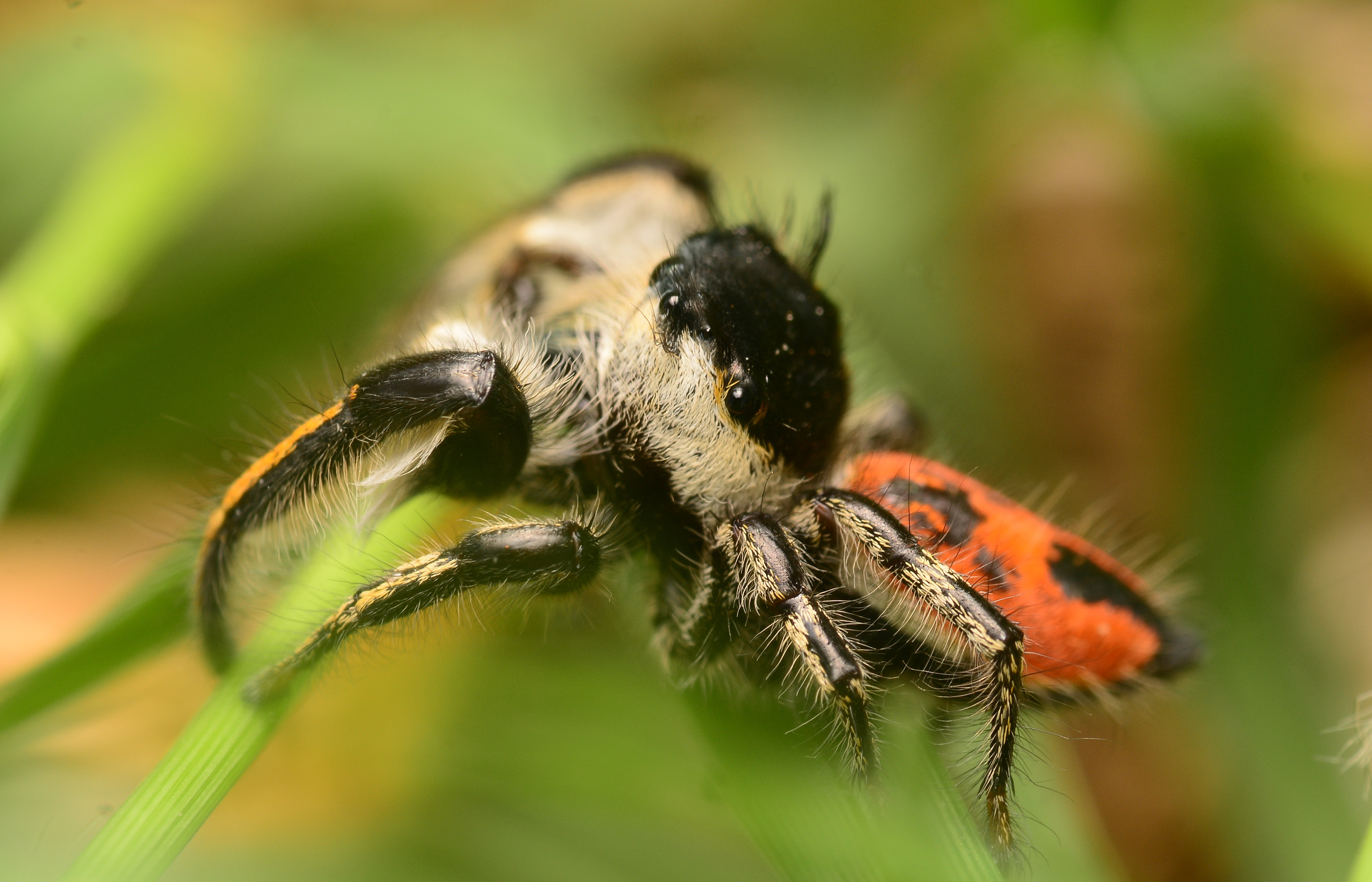
Lateralansicht eines Männchens von Phidippus insignarius mit Beinmusterungen

Die Längenformel der Beinpaare lautet bei den Männchen der Gattung Phidippus 1-4-2-3 und bei den Weibchen normalerweise 4-1-2-3 oder seltner 4-1-3-2. Dabei sind bei den Weibchen das zweite und das dritte Beinpaar häufig fast gleich oder manchmal gleich lang. Bei den Weibchen weniger Arten, etwa Phidippus workmani sind das erste und das vierte Beinpaar gleich lang. Das erste Beinpaar halb so kräftig gebaut wie und das zweite Beinpaar ist etwas kräftiger als das dritte und vierte Beinpaar. Alle Beine und insbesondere das erste sind zumindest ventral gesäumt, wobei die Säumung besonders bei den Männchen ausgeprägt ist. Die Säumungen des ersten Beinpaares können bei den Männchen sehr variabel ausgeprägt sein, sind jedoch immer in folgende Grundmerkmalen vorhanden: Die Femora (Schenkel) haben schwarze Säumungen an den dorsalen und den pro- (nach vorne gerichteten) und retrolateralen (nach innen gerichteten) Rändern der Ventralseite, wobei der Abschnitt zwischen den ventralen Rändern kahl und distal reflektierend erscheint. Die Patellae (Glieder zwischen Femora und Tibien) weisen weiße Säumungen auf, die die pro- und retrolaterale sowie die Ventralfläche bedecken. Ähnlich fällt auch die Säumung der Tibien (Schienen) aus, wie jedoch schwarz gesäumt ist. Genauso fällt die Säumung der Metatarsen (Fersenglieder) und die der Tarsen (Fußglieder) den der beiden vorherigen Beingliedern ähnlich aus. Diese sind hier jedoch eher reduziert und weiß auf der proximalen Hälfte sowie schwarz auf der distalen Hälfte jedes Segments dieser Glieder gefärbt. Zusätzlich verfügen die Patellae sowie die Metatarsen und Tarsen auf proximaler Fläche weitere weiße Säumungen mitsamt weißer Schuppen auf der prolateralen Oberfläche dieser Segmente. Diese Merkmale werden nicht selten als abwechselnd schwarze und weiße Streifen auf dieses Musterungen der Säumumgen, die nicht alle den erwähnten ähneln.

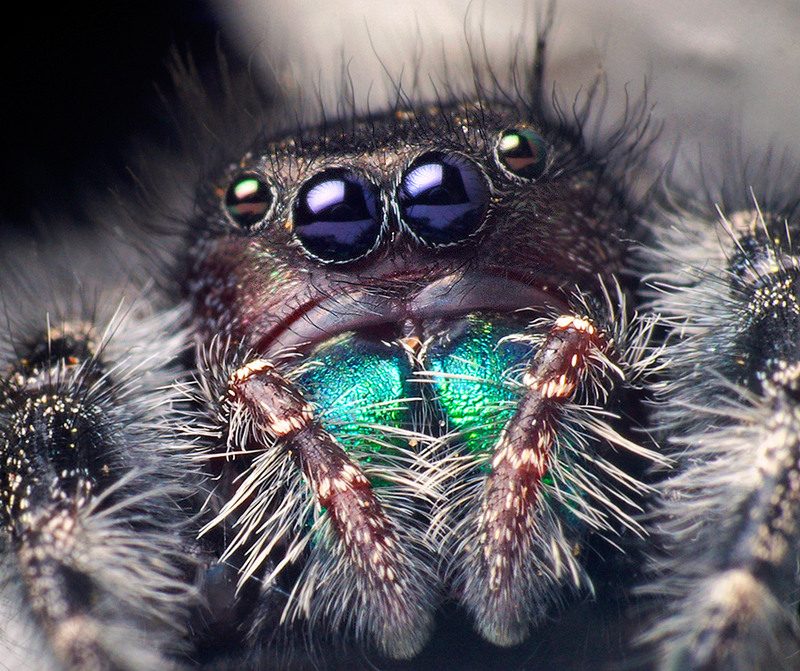
Frontale Detailansicht eines Weibchens von Phidippus regius mit den hier gut erkennbaren Pedipalpen und Beinsetae

Die Femora der Pedipalpen (umgewandelte Extremitäten im Kopfbereich) weisen jeweils eine bis drei dorsale Makrosetae (längere Setae) auf. Bei den Laufbeinen ist das Vorhandensein von Makroseate auf die Femora, die Patellae, die Tibien und die Metatarsen beschränkt. Der Abstand der Makrosetae verglichen mit der anderer Gattungen der Springspinnen, lässt vermuten, dass diese auch bei den Arten der Gattung Phidippus in je vier Sätzen an den Femora und den Tibien und in drei Sätzen an den Patellae und den Metatarsen angeordnet sind. Ventral angelegte Makrosetae sind in den meisten Fällen in Paaren angeordnet, während die dorsalen und lateralen Makrosetae einzeln angelegt sind. Von letzteren liegen die dorsalen entlang der Mittellinie der jeweiligen Segmente. Die proximaleren dorsalen Makrosetae auf den Femora werden zunehmend länger und weniger kräftig. Die lateralen Makrosetae können marginal angelegt sein.
| Beinpaar         | Femur                          | Patella | Tibia                            | Metatarsus                |
| Erstes Beinpaar  | *d0-1-1-1, dp0-0-0-2           | p0-1-0  | v0-2-2-2                         | v0-2-2                    |
| Zweites Beinpaar | d*0-1-1-1, dp0-0-0-2           | p0-1-0  | v0-1r-2-2, p*0-0-1-0             | v0-2-2                    |
| Drittes Beinpaar | d0-1-1-1, dp0-0-0-2, dr0-0-0-1 | r0-1-0  | v0-1P-0-2*, p0-0-1-0, r0-1-1*-0  | v0-2-2*, p0-1-2*, r0-1-2* |
| Viertes Beinpaar | d0-1-1-1, dp0-0-0-1, dr0-0-0-1 | r0-1-0  | v0-1P-0-2*, p0-0-1-0, r0-1-1*-0, | v0-2-2*, p0-1-2*          |

Legende:
- d = dorsal
- p = prolateral
- r = retrolateral
- v = ventral
- dp = dorsoprolateral
- dr = dorsoretrolateral
- * = Fast oder gänzlich unveränderliche einzelne Makrosetae oder Sätze dieser (unmarkierte sind variabler).

Größere Exemplare der Gattung haben mit größerer Wahrscheinlichkeit eine größere Fülle an Makrosetae, während bei kleineren und dort insbesondere an der proximalen Ventralseite der Tibien sowie im Zentrum der Metatarsen des dritten und vierten Beinpaars nicht selten spärlicher mit Makrosetae bestückt sind. Sollten Schuppen an den Beinen präsent sein, sind diese bei den Weibchen der Gattung häufig dichter und umfassen normalerweise die gesamten Beinflächen mit Ausnahme der ventralen Oberfläche der Beine. Bei den Männchen sind die Beinschuppen vor allem am ersten Paar der Laufbeine befindlich, während hier die Anordnung der Schuppen an den Pedipalpen mit der der weiblichen Tiere. Sie können dort jedoch unterschiedlich angelegt sein und dienen anscheinend dem Balzverhalten.

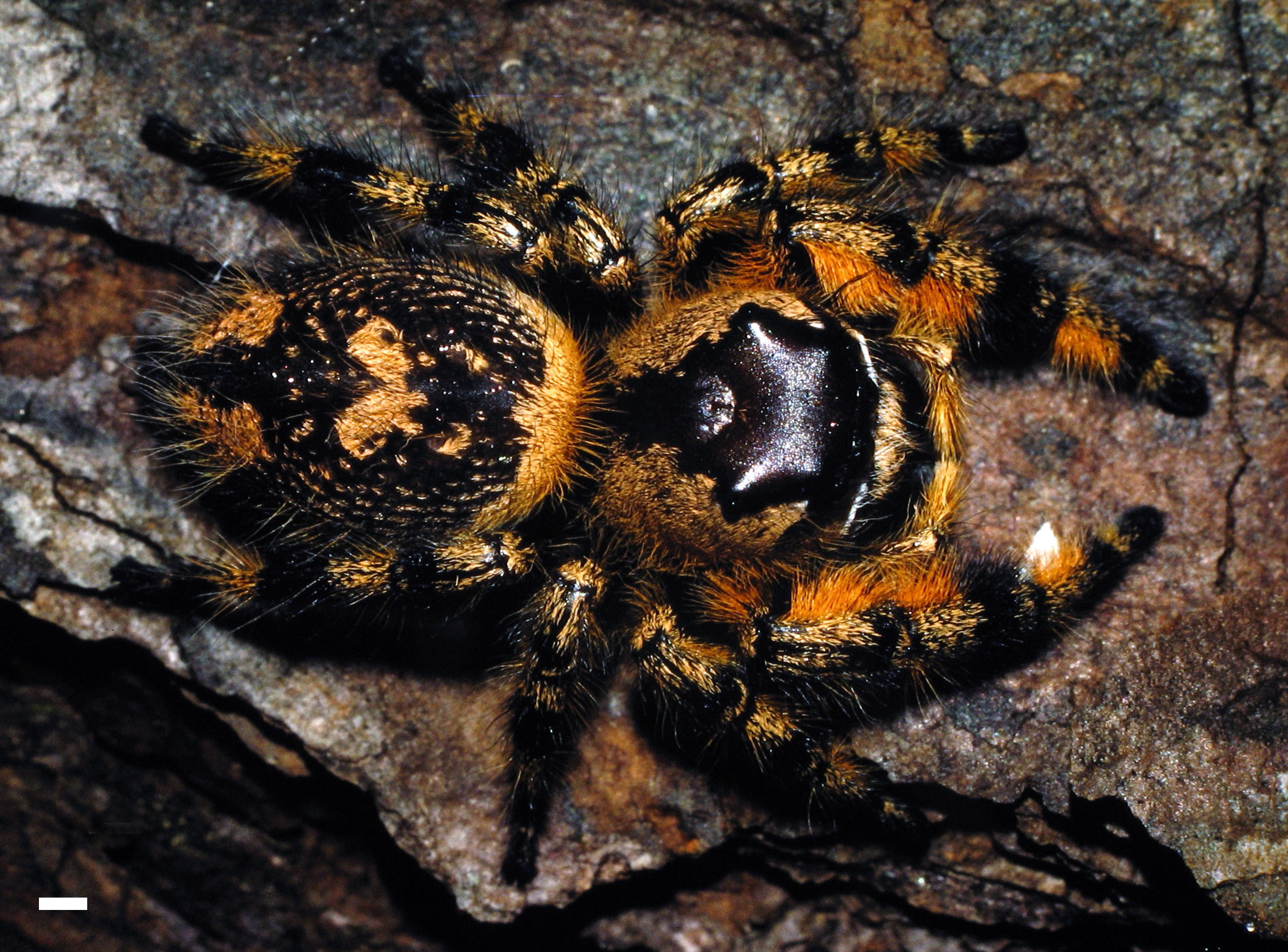
Dorsalansicht eines Weibchens von Phidippus otiosus

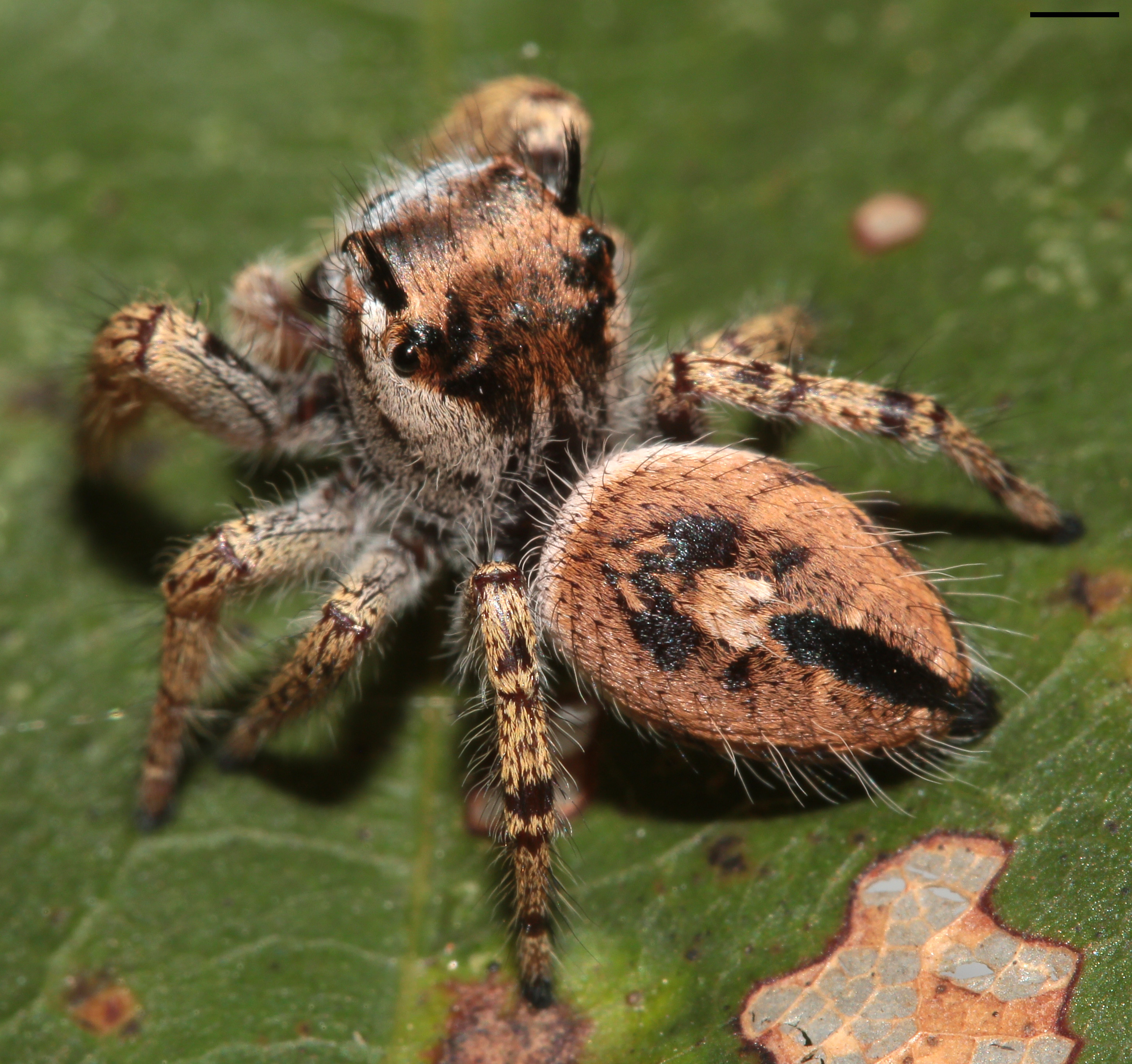
Rückansicht eines Weibchens von Phidippus arizonensis

Das Opisthosoma ist eiförmig gestaltet und dorsal mit einer Musterung versehen, die je nach Art variiert. Diese bestehen aus Variationen eines gemeinsamen Musters aus von vier Paaren von Lichtpunkten, die an einen medianen und dunklen Streifen grenzen. Bei nicht wenigen Arten ist der zweite Fleck zu einem zentralen Dreieck oder Trapez verschmolzen, das hintere Vorsprünge haben kann oder auf den ein bis drei kleine Winkelflecken folgen können. Parallel dazu sind auch vier mehr oder weniger deutliche Paare von den Lichtpunkten ähnlichen Seitenbändern präsent. Davon sind die ersten Bänder meistens anterior miteinander verschmolzen und bilden ein Basalband. Das zweite Lateralbandand ist normalerweise als kurzer, ungebundener sowie schräger Streifen ausgebildet, während das dritte bei vielen Arten der Gattung fehlt und bei Vorhandensein kürzer als die anderen Seitenbänder ist. Das vierte Band ist oftmals mit dem dritten oder vierten Paar der Lichtpunkte verbunden. Selten sind die Bänder entweder teilweise oder gänzlich miteinander verschmolzen. Die Dorsalseite des Opisthosomas kann vollständig mit gelben bis roten, grauen oder braunen Schuppen bedeckt sein, die die Punktpaare überdecken können, was insbesondere bei den Männchen der Gattung häufig der Fall ist. Die Ventralseite des Opisthosomas mit vier Punktreihen zwischen der Epigastralfurche (ventrale und anterior geöffnete Querspalte des Opisthosomas) und Spinnwarzen. Außerdem befindet sich dort für gewöhnlich helle Streifen, die einen dunklen Mittelstreifen umgeben sowie drei hellgrauen Streifen auf einem blassen Hintergrund. Die Streifen erscheinen allesamt blass oder dunkel. Wenige Arten verfügen auf dieser Fläche über einzigartige Musterungen.

### Genitalmorphologische Merkmale

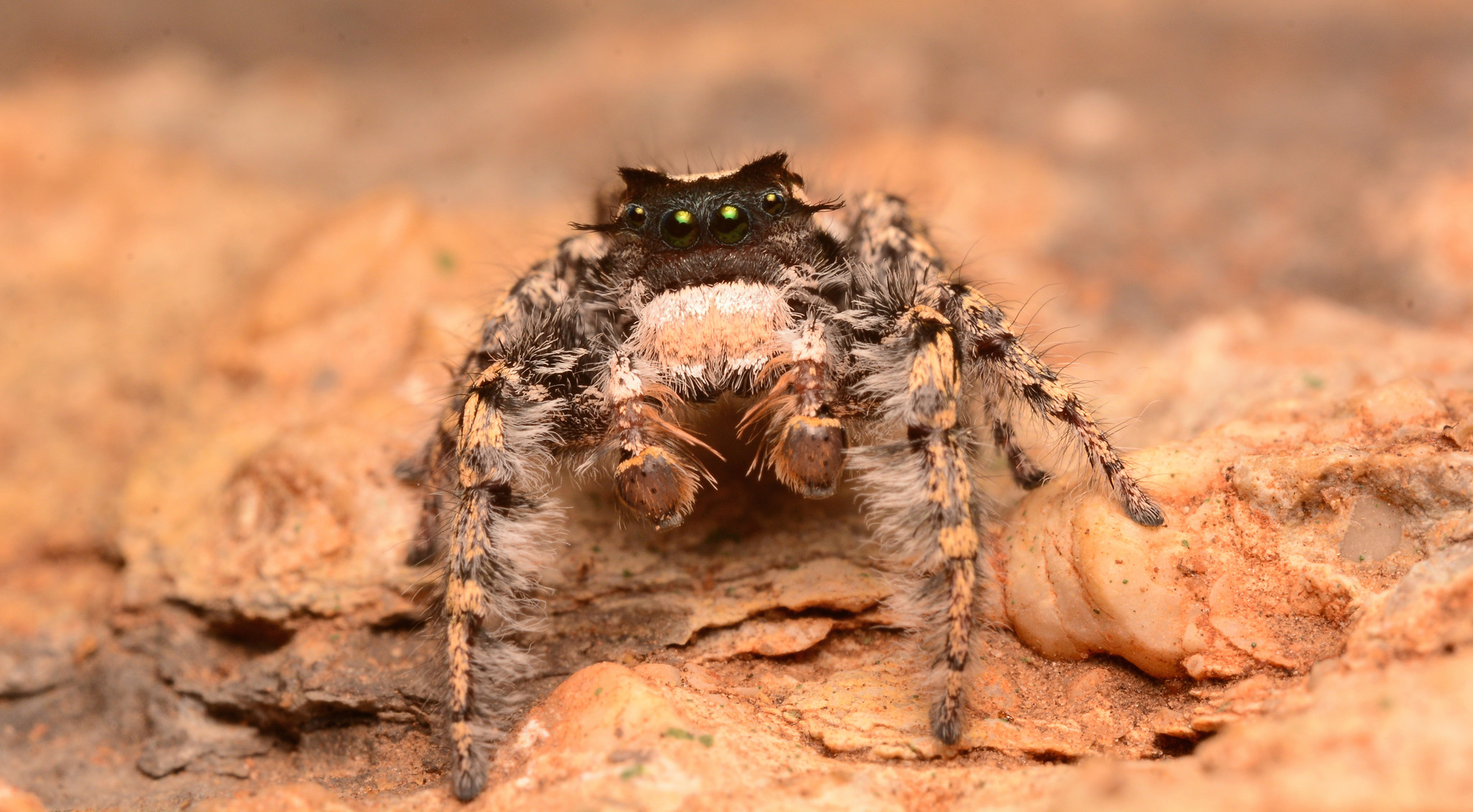
Männchen von Phidippus carolinensis mit den hier gut erkennbaren Bulbi

Ein einzelner Bulbus (männliches Geschlechtsorgan) hat bei den Vertretern der Gattung Phidippus einen einfach aufgebauten Embolus (drittes und letztes Sklerit, bzw. Hartteil des Bulbus), das von der dorsalen Seite der Distalfläche der Hämatodocha (extrem elastische Gelenkhaut am Bulbus) entspringt. Auf der gegenüberliegenden ventralen Seite dieser Hämatodocha befindet sich ein runzeliger und teilweise sklerotisierter Bereich, der zusammen mit dem basalen sowie dem akikalen Teil des Embolus eine abgeänderte Spirale. Der transversale basale Teil der an der Hämatodocha des Embolus befestigten Spirale ist unterschiedlich stark verwachsen. Dies trifft jedoch nicht auf das proximale Endes, das durch die Sutur (Naht) des Embolus vom verschmolzenen Teil der Spirale getrennt ist. Der apikale Teil fungiert als Einführungsorgan und kann an einem Punkt gebogen sein, sodass dieser distal zu seinem Trennungsbereich zur Hämatodocha des Embolus und somit zu dessen basalen Teil angelegt ist. Das Tegulum (mittleres und zweites Sklerit des Bulbus) hat eine deutlich erkennbare Biegung des Spermienganges, der durch die Kante des Tegulums entlang der distalen retrolateralen Kante abgetrennt ist. Die meisten Arten besitzen eine einfache retrolaterale tibiale Apophyse (Fortsatz), doch kann die Apophyse auch entweder am distalen oder am basalen Teil bifid (zweigeteilt) sein.

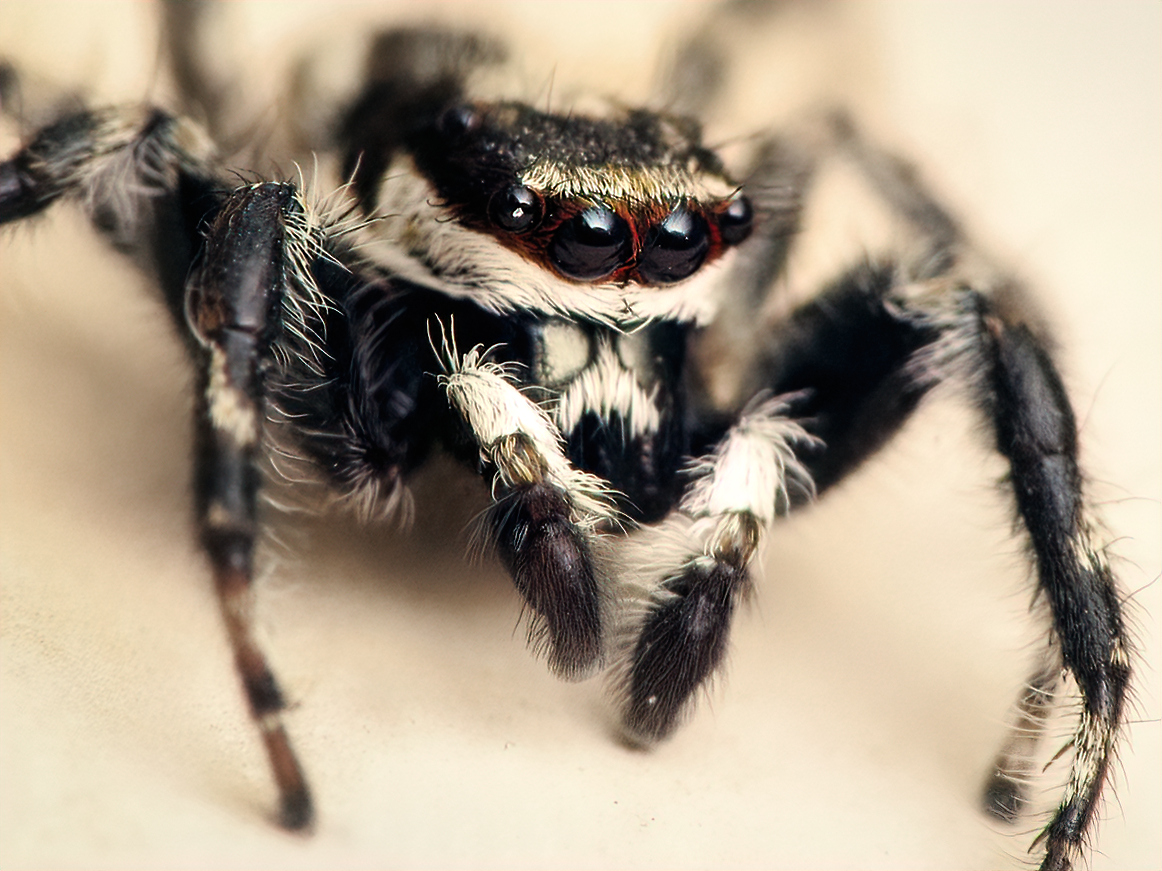
Männchen der der ebenfalls zu den Springspinnen (Salticidae) zählenden Gattung Menemerus mit teilweise ähnlichen Bulbi

Für die Gattung typisch ist der der prolateralen Seite neben dem Tegulum befindliche lange Bestandteil in der Nähe des Embolus, der unmittelbar vor der Embolienaht am Embolus ausgeht. Nach diesem Bestandteil biegt sich der Embolus stark in die Ventralrichtung und verläuft wie beschrieben weiter. Die Funktion und Herkunft dieses Bestandteils ist ungewiss. Eine Möglichkeit wäre, dass die Gattung Phidippus von Vorfahren abstammt, die Parallelen zur ebenfalls zu den Springspinnen (Salticidae) zählenden Gattung Menemerus aufweist. Vertreter letzterer Gattung haben skleritartige Gebilde, die die Innenseite der Kopulationskanäle bedecken, die zusammen mit dem Embolus als separate Sklerite isoliert sind und die Hämatodocha des Embolus bedecken. Mit fortlaufender Evolution kann sich dieses Gebilde nach und nach reduziert haben. Seine Funktion und tatsächliche Zugehörigkeit zum Embolus ist umstritten. Vermutungen nach ist es ein eigenständiges Sklerit, obgleich es am Ende des Embolus entspringt.

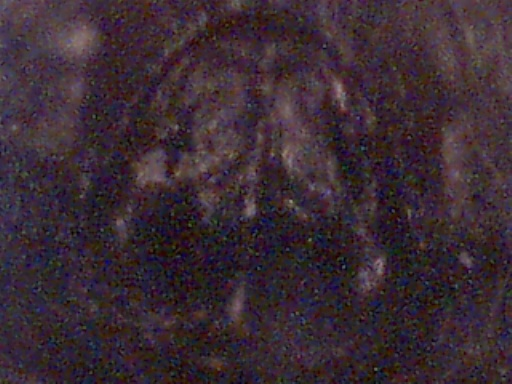
Epigyne eines Weibchens der Gattung Phidippus

Die Epigyne (weibliches Geschlechtsorgan) ist bei der Gattung Phidippus stark sklerotisiert und verfügt bei vielen Artengruppen über gut entwickelte Primär- und Sekundärränder sowie anterolateralen Lappen über den Einfuhrgängen. Die Kanäle biegen sich normalerweise kurz vor Annäherung an die Kanalöffnungen voneinander ab, unabhängig davon, in welche Richtung die Kanalöffnungen ausgerichtet sind. Die Kopulationskanäle selber weiten sich normalerweise kurz vor der Kanalöffnungen voneinander ab, unabhängig davon, in welche Richtung die letztere ausgerichtet sind. Die Öffnungen normalerweise medial zurückgekrümmt, wobei die Krümmung selber durch eine zusätzlich auftretende Rille gekennzeichnet ist, die die Eingänge S-förmig erscheinen lässt.

### Gattungen mit ähnlichen Arten
Einige weitere Arten der Springspinnen (Salticidae) sehen denen der Gattung Phidippus ähnlich, etwa jene der Gattung Paraphidippus. Bei letzteren irisieren jedoch die Cheliceren nicht, und ihnen fehlen die vorgesetzten Büschel der oberen Mittelaugen. Ferner ist hier der Carapax tendenziell etwas weniger erhöht. Der Basalbereich eines einzelnen Bulbus hat bei den Arten der Gattung Paraphidippus eine breite, elliptische Form und bedeckt mehr als die Hälfte der Breite der Spitze der nicht erweiterten Hämatodocha des Embolus. Wie bei den Arten der Gattung Phidippus ist der mediane Bereich der Epigyne erhöht.
Einige Arten der Gattung Metaphidippus ähneln denen der Gattungen Phidippus und Paraphidippus und besitzen wie diese ebenfalls ein separates Skleritgebilde an den Bulbi, das hier jedoch im Bereich der Sutut eine starke Biegung und einen transversalen basalen Teil aufweist. Die distale retrolaterale Ecke des Basalabschnitts erstreckt sich distal in ein flanschartiges Gebilde, das einen stumpfen Ramus (kleinere Arterie, Vene oder Nerv) bildet. Dieses Gebilde ist auch bei einigen Arten der Gattung Phidippus und Paraphidippus vorhanden, dort jedoch in proportional kürzerer und breiterer Gestalt.
Bei den entfernt ähnlichen Arten der Gattung Eris ist der hier kleinere Embolus-Basalbereich leicht gefaltet und befindet sich an der distalen retrolateralen Ecke der Hämatodocha des Embolus, wo sich auch ein schlanker apikaler Abschnitt befindet.

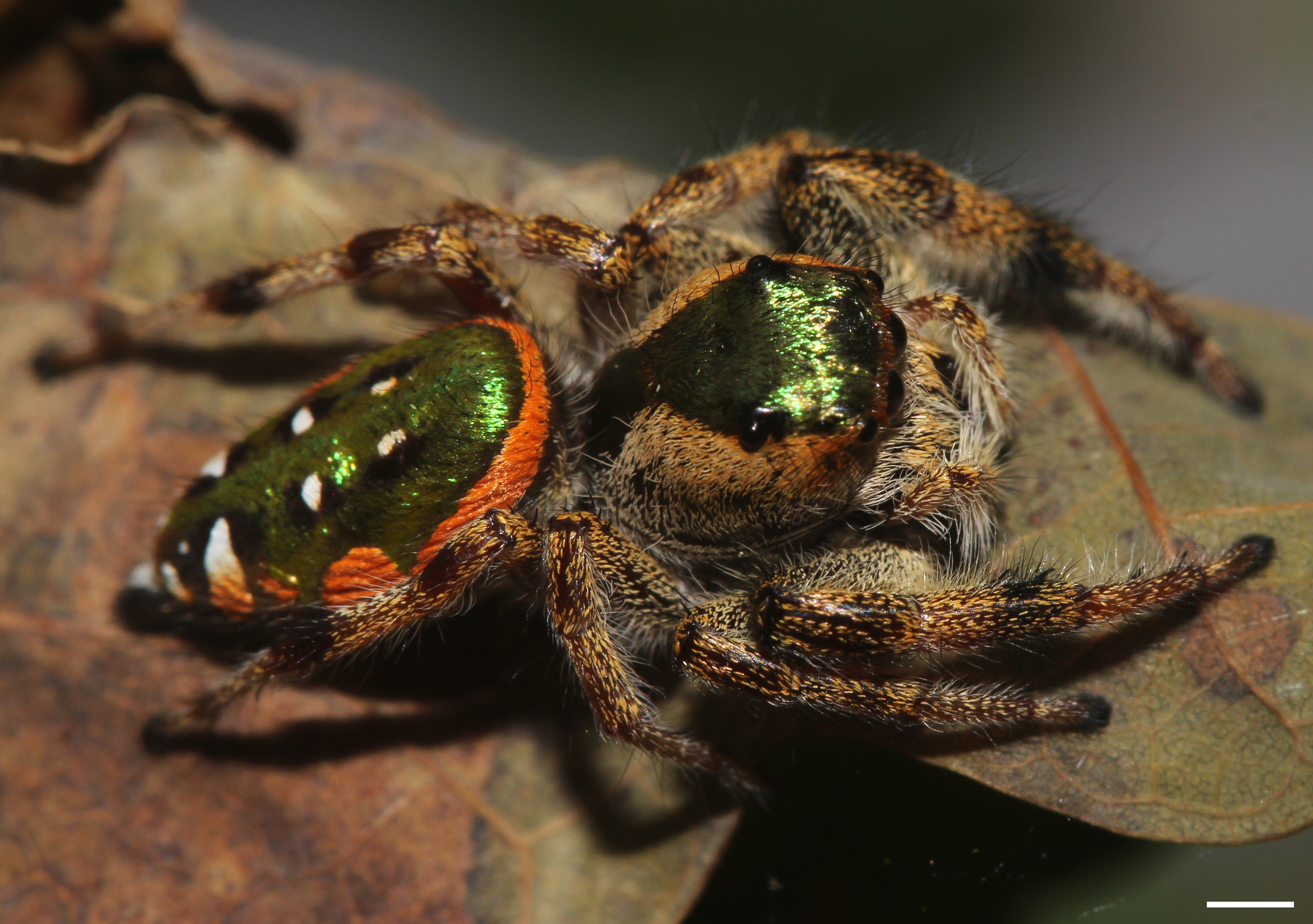
Weibchen von Paraphidippus aurantius
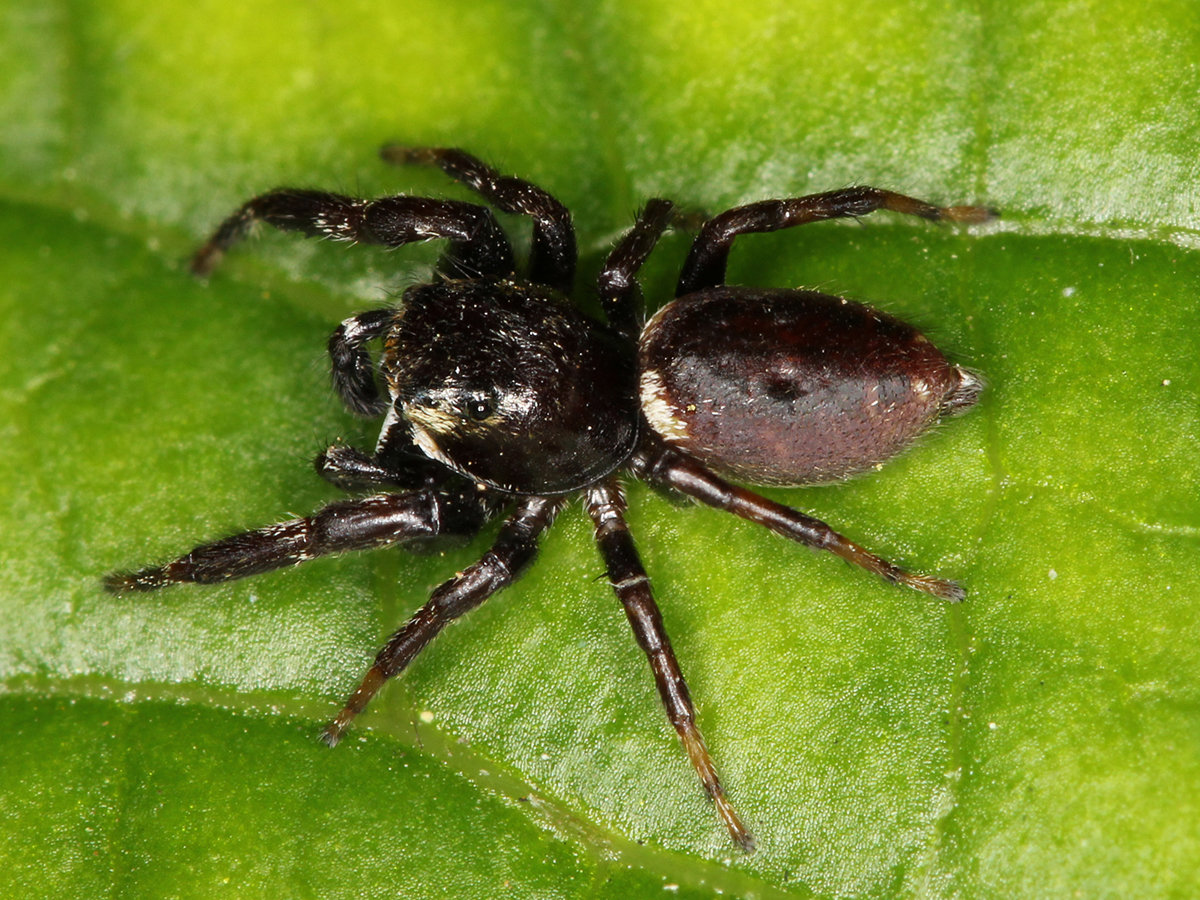
Männchen von Metaphidippus manni
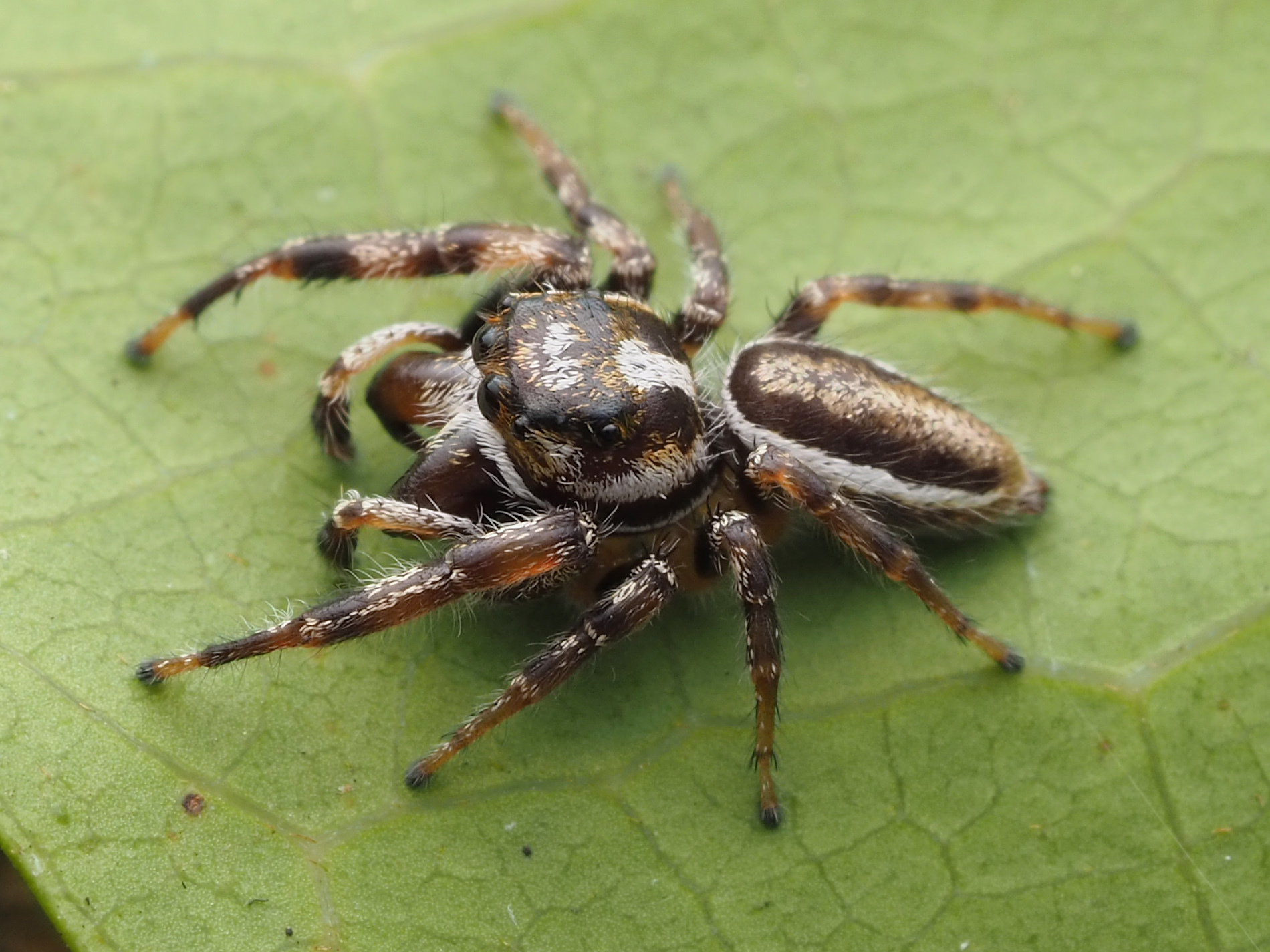
Männchen von Eris flava

## Verbreitung und Lebensräume

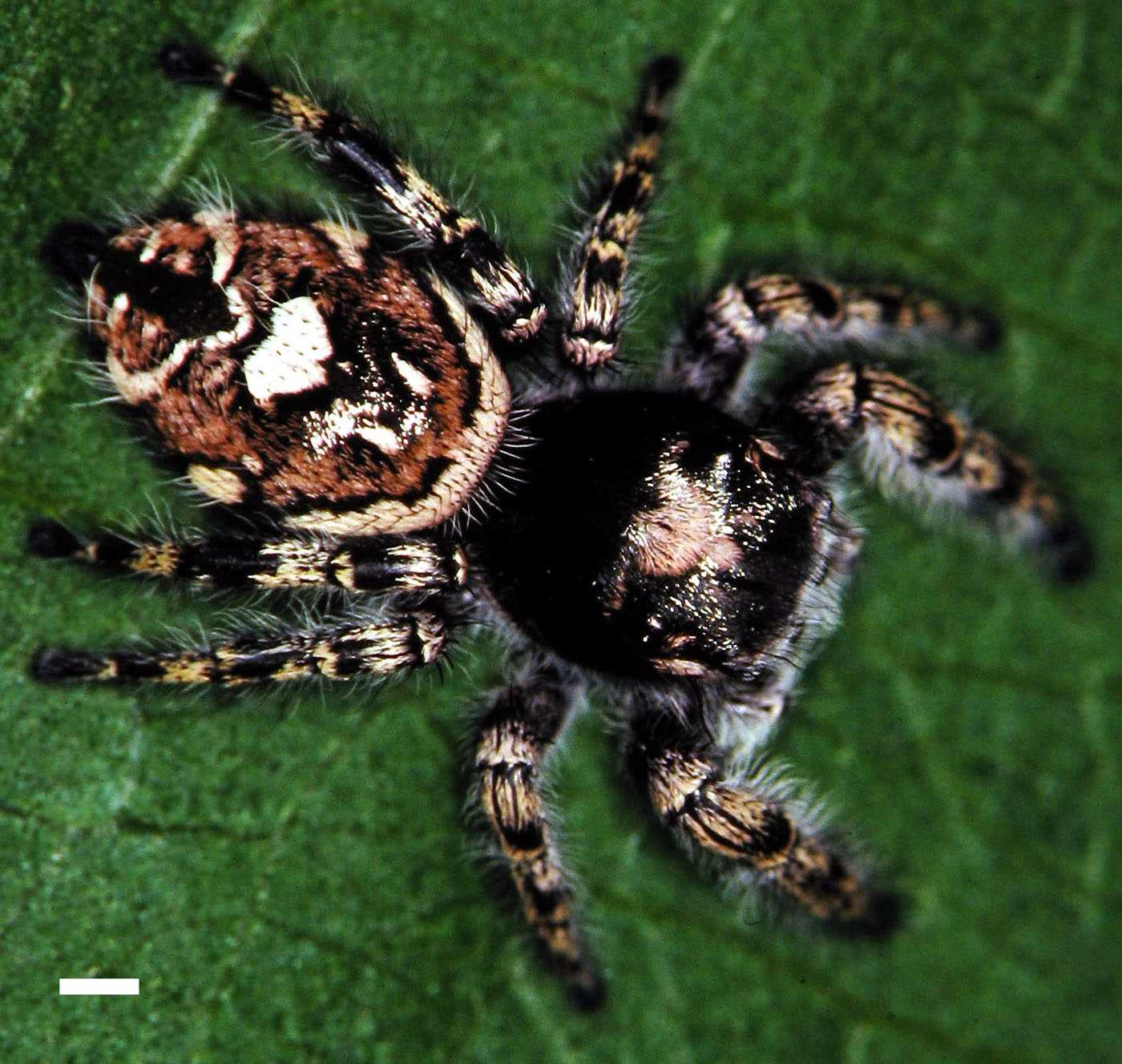
Weibchen von Phidippus richmani, gefunden im Ocala National Forest im US-Staat Florida.

Die Arten der Gattung Phidippus sind in Nord- und Mittelamerika verbreitet und kommen dort von Alaska bis Costa Rica vor. Das Verbreitungsgebiet der Gattung umfasst überdies die Bahamas, Bermuda und die Großen Antillen. Phidippus audax wurden des Weiteren auf den Nikobaren und in Hawaii sowie Südkalifornien und Phidippus regius auf der Osterinsel eingeführt. Sieben Arten sind überdies in Indien präsent.
Die Arten der Gattung bewohnen ein breites Spektrum an Habitaten (Lebensräumen), viele von ihnen, darunter Phidippus ardens, Phidippus audax, Phidippus octopunctatus, Phidippus pius und Phidippus texanus bewohnen Graslandschaften oder Prärien. Auf der Halbinsel Florida ist Phidippus audax auf die Ausläufe von Grasflächen von Seen und Bächen beschränkt. Andere Arten bevorzugen Ackerflächen und dabei gleichzeitig Waldränder und offene Waldlandschaften. Genauso kommen Vertreter der Gattung, die im Unterholz vorkommen, auch auf Sträuchern in überwucherten alten Ackern vor. Dies ist bei Phidippus pulcherrimus, Phidippus princeps und Phidippus richmani der Fall.
Ähnlich scheinen Arten, die Baumkronenschirme bevorzugen, auch offene Wälder zu bewohnen, was sich mit der größeren Menge an Sonnenlicht begründen ließe. Zu den Arten, die auf Hartholzbäumen im Osten der Vereinigten Staaten nachgewiesen sind, gehören Phidippus mystaceus, Phidippus otiosus und Phidippus putnami. Phidippus whitmani ist als einzige Art in Hartholzwäldern und bewohnt dort Streuschichten. Andere bodenbewohnende Vertreter der Gattung sind die xerophile (trockenliebende) Art Phidippus boei, oder die an Schutthalden vorkommenden Arten Phidippus purpuratus und Phidippus tyrrelli.
Einige Arten scheinen auf Mikrohabitate, etwa in Form von Pflanzen angewiesen zu sein. Dazu zählt die Art Phidippus aureus, die Jochblattgewächse der Gattung Larrea bewohnt oder Phidippus vexans, die Spargelgewächsen der Gattung Dasylirion bevorzugt. Andere Arten, wie Phidippus bidentatus und Phidippus carneus, kommen häufig auf Agaven oder Opuntien vor, sind aber nicht primär dort zu finden. Es besteht die Vermutung, dass diese mit Stacheln versehenen Pflanzen Schutz vor Prädatoren (Fressfeinden) bieten. Phidippus pruinosus ist bisher nur auf Wacholdern in Zentrum des US-Staats Texas gefunden worden. Phidippus carolinensis bewohnt ebenfalls häufig Nadelbäume. Im Gegensatz dazu bewohnen Phidippus cruentus und Phidippus toro lediglich Eichenwälder in höheren Lagen. Phidippus asotus, Phidippus comatus und Phidippus tigris bewohnen sowohl Nadel- als auch Laubbäume. Arten, die generell höhere Lagen bevorzugen, sind Phidippus concinnus, Phidippus olympus und Phidippus tyrrelli.

## Lebensweise

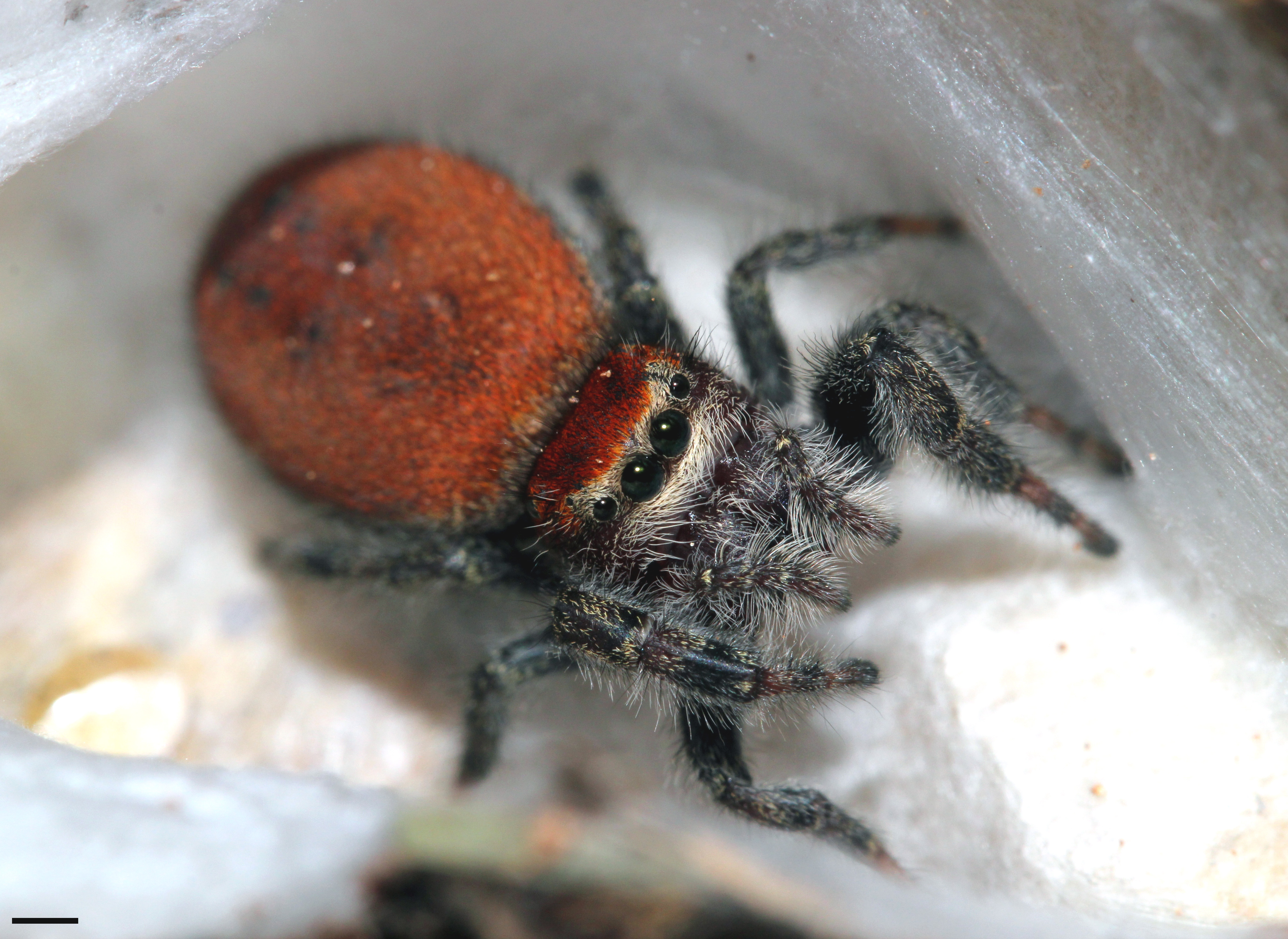
Weibchen von Phidippus cardinalis in seinem Wohngespinst

Die Arten der Gattung Phidippus sind wie alle Springspinnen (Salticidae) tagaktiv. Nachts ziehen sie sich in Wohngespinste zurück. Auch sind die Arten der Gattung wie alle der Familie frei jagende Hetzjäger, die kein Spinnennetz zum Fangzweck anfertigen.

### Mimikry
Viele Arten der Gattung Phidippus und darunter insbesondere die xerophilen Vertreter scheinen in Form der Bates’sche Mimikry zumindest im adulten Stadium Taillenwespen zu imitieren. Dabei gelten insbesondere die Arten der Gattung mit rotem Opisthosoma und rotem oder schwarzem Carapax als Kandidaten für diese Form von Mimikry. Zumindest das Männchen von Phidippus apacheanus imitiert mit seinen ruckartigen Fortbewegungen und in Kombination mit seiner Farbgebung vermutlich die zu den Ameisenwespen (Mutillidae) zählende Art Dasymutilla occidentalis. Einige Arten, die sowohl am Carapax als auch am Opisthosoma dorsal eine rötliche Färbung haben, besitzen mehr oder weniger das gleiche Farbmuster wie Jungtiere von Phidippus apacheanus und südliche Formen von Phidippus whitmani. Andere Arten, etwa Phidippus cardinalis und Phidippus nikites weisen kryptische Farbgebungen auf, bis sie subadult geworden sind. Wieder andere Arten zeichnen sich anscheinend dadurch aus, dass bei diesen lediglich ausgewachsene Männchen Ameisenwespen nachahmen, während Jungtiere und adulte Weibchen stattdessen kryptische Farbmuster aufweisen. Dies ist beispielsweise Phidippus felinus und Phidippus princeps sowie nördlichen Populationen von  Phidippus whitmani der Fall. Die bei einigen Arten vorhandenen weiße oder gelben submarginalen Bänder können das an Hautflügler (Hymenoptera) erinnernde Erscheinungsbild dieser Spinnen verstärken, indem dadurch eine Täuschung hervorgerufen wird, der den Carapax schmaler erscheinen lässt.
Bisher ist kaum erforscht, ob verschiedene Arten der Gattung Phidippus mit den Modellarten, die sie imitieren, gemeinsam vorkommen. Allerdings scheinen vor allem im südlichen Teil des Verbreitungsgebiets der Gattung sowie in trockenen Lebensräumen vermehrt Arten der Gattung mit dieser Eigenschaft vorzukommen. Dies würde somit dem Vorkommen der Ameisenwespen entsprechen.

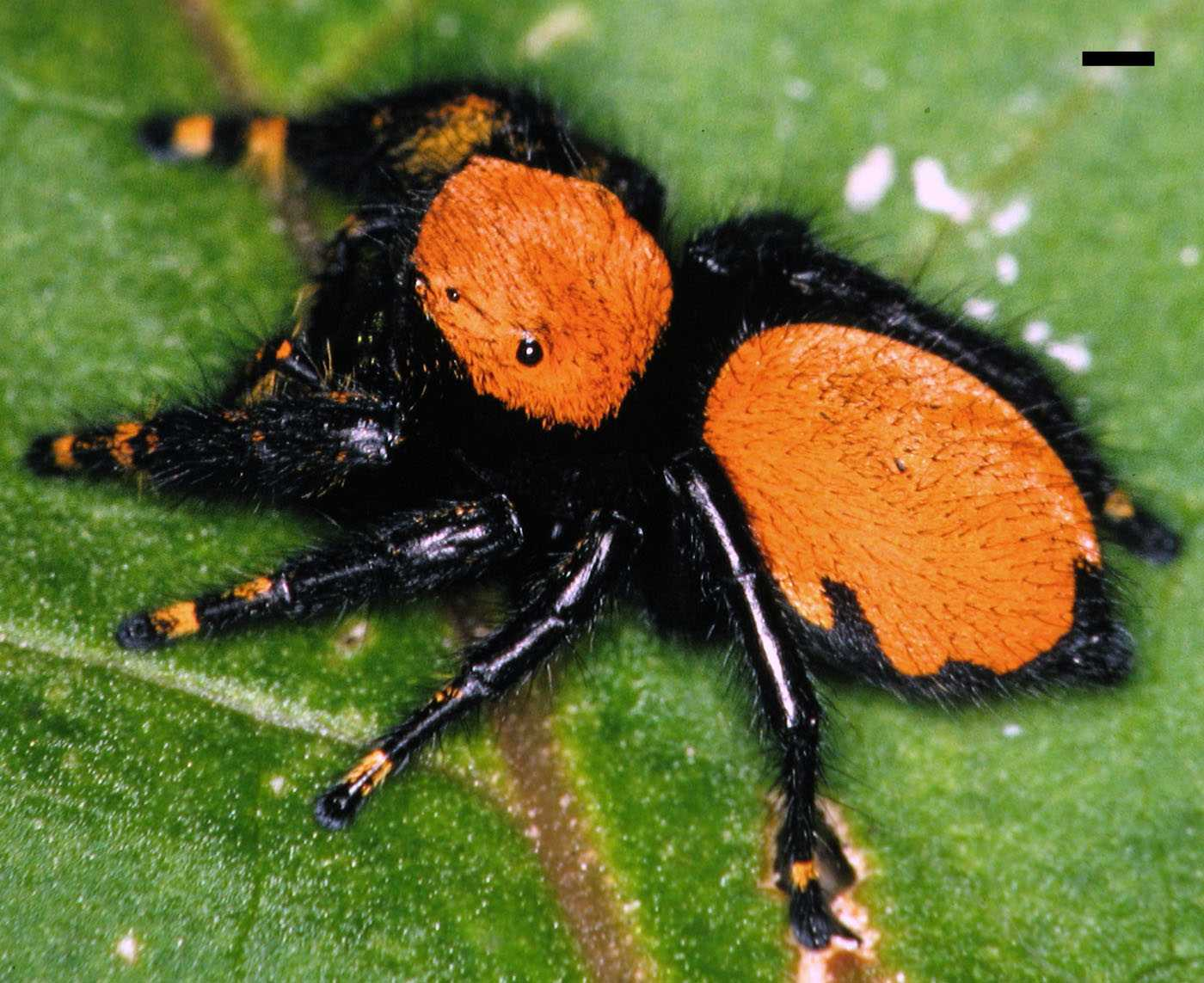
Das Männchen von Phidippus apacheanus …
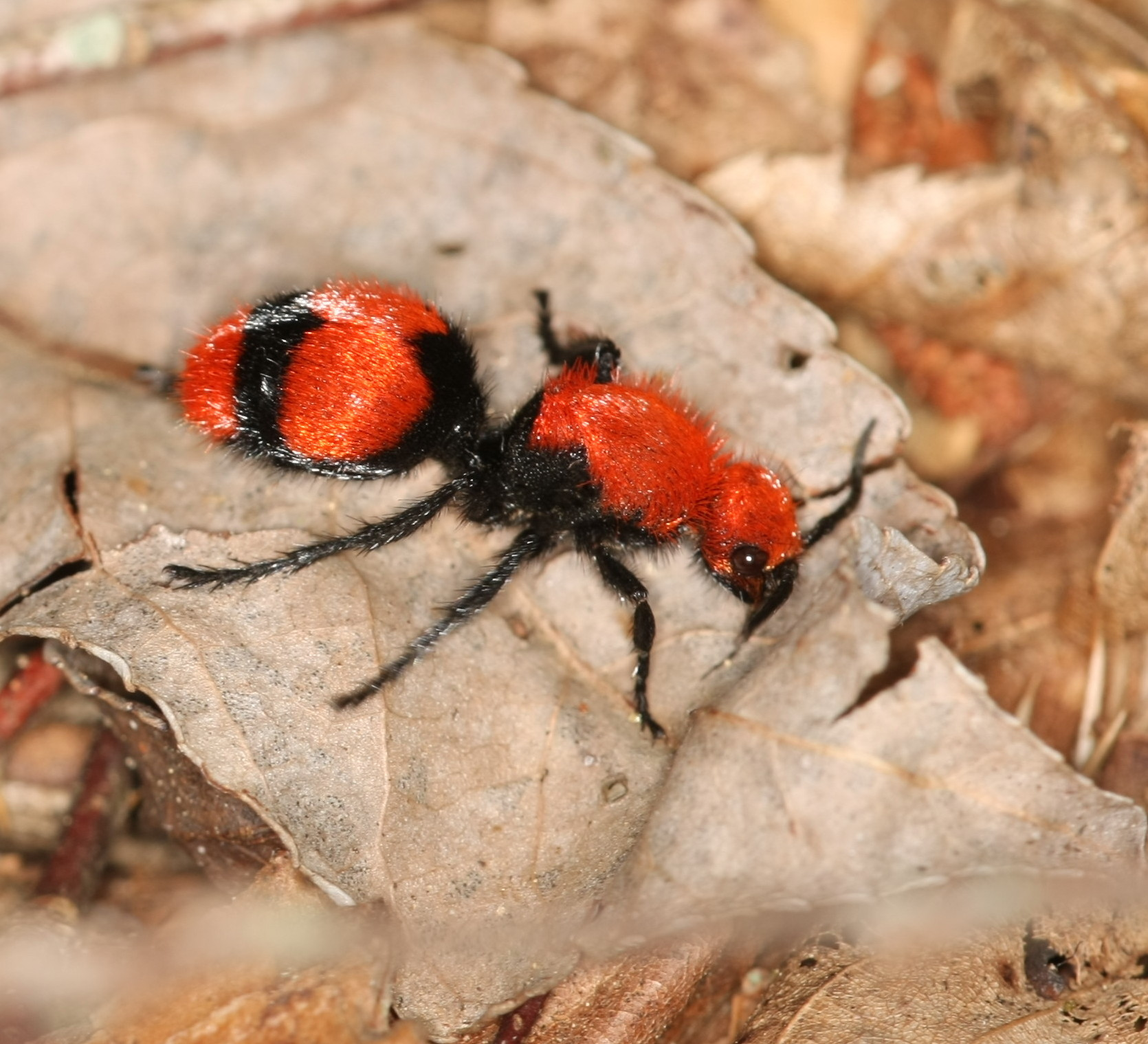
… und seine vermutete Modellart, die Ameisenwespe Dasymutilla occidentalis

### Innerartliche Verträglichkeit

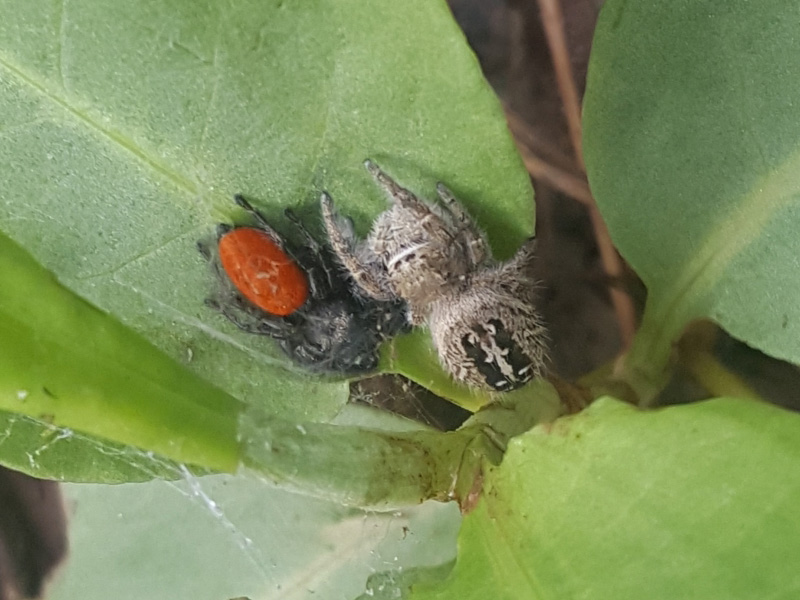
Männchen (links) und Weibchen von Phidippus texanus

Bei verschiedenen Arten der Gattung Phidippus sind die Männchen dieser mit subadulten und gelegentlich auch mit adulten Weibchen der gleichen Art zusammen vorfindbar. Ein bemerkenswerter Fund bestand aus zwei Männchen von Phidippus regius, in deren unmittelbarer Nähe sich ein trächtiges Weibchen der gleichen Art befand. Eventuell könnte dieses Phänomen damit erklärt werden, dass die Männchen der Gattung dadurch einen höheren Paarungserfolg mit den nach der Eiablage geschwächten Weibchen haben.

### Lebenszyklus und Phänologie
Der Lebenszyklus der Arten der Gattung Phidippus gliedert sich in mehrere Phase, die von den Jahreszeiten beeinflusst werden. Man untergliedert die Phänologie (Aktivitätszeit) der ausgewachsenen Spinnen der Gattung in drei Varianten. Die erste beläuft sich auf den Zeitraum zwischen Frühling und Frühsommer, die zweite auf den im Hochsommer, und die dritte auf den zwischen Spätsommer und Herbst. Für diese Einteilung ist das Auftreten der Männchen der beste Maßstab. In den nördlichen Breiten des Verbreitungsgebiets der Gattung sind, aufgrund der kürzeren die Frühlings- und Herbstsaison, Arten mit der zweiten Phänologievariante weniger präsent.
Die im Hochsommer reifenden Arten legen im Herbst Eikokons und überwintern im noch nicht ausgewachsenen Zustand. Dies ist typisch für Phidippus pius, Phidippus putnami, Phidippus richmani, Phidippus workmani und Phidippus clarus, wobei letztere Spätsommertendenzen in Florida zeigt. Bei Arten, die im Herbst die Geschlechtsreife erlangen, tritt dies für gewöhnlich im Zeitraum von September bis Oktober ein. Die Weibchen überwintern in diesem Falle im ausgewachsenen Zustand und fertigen ihre Eikokons abhängig vom Klima im späten Herbst oder Winter bis zum Frühlingsbeginn. Zu diesen Arten zählen Phidippus apacheanus, Phidippus cardinalis, Phidippus mystaceus, Phidippus otiosus und Phidippus regius.
Ein begattetes Weibchen legt seine Eier wie für Springspinnen (Salticidae) üblich in seinem Wohngespinst ab und legt dafür einen Eikokon an. Dies geschieht nach bisherigen Kenntnissen besonders häufig unter Baumrinde. Xerophile Arten hingegen fertigen ihre Eikokons normalerweise unter Felsen an. Einige Arten, darunter Phidippus pulcherrimus und Phidippus whitmani, nutzen gerollte Blätter für diesen Zweck, während andere, etwa Phidippus clarus und Phidippus octopunctatus, machen auffällig große und weiße Eikokons in den Spitzen von hohen Kräutern oder Gräsern. Das Weibchen verbleibt bei dem Gelege und verteidigt es vermutlich gegen Fressfeinde. Dennoch werden insbesondere die Eier von Arten, deren Eikokons relativ freigelegt sind, nicht selten von Zwei- (Diptera) und Hautflüglern (Hymenoptera) sowie Fanghaften (Mantispidae) parasitiert. Es scheint, dass das Weibchen die Eier außerdem vor Austrocknung schützt, indem es diese vermehrt mit Spinnseide bedeckt. Wird ein Weibchen von seinen Eiern getrennt, resultiert dies mit dem Absterben selbiger.
Die Anzahl der in einem Kokon abgelegten Eier kann je nach Art sehr unterschiedlich sein und reicht von 31 bei Phidippus workmani oder 16 im Falle eines untersuchten zweiten Eikokons eines Weibchens von Phidippus pius bis zu 439 bei Phidippus regius. In freier Wildbahn fertigen die Weibchen der Gattung zumeist nie mehr als zwei Kokons an. Im Gegensatz dazu konnten in Gefangenschaft bereits Weibchen verzeichnet werden, die bis zu sechs Kokons anfertigen. Ersteres ist zumindest bei Arten wie Phidippus clarus der Fall, bei der die Jungtiere anscheinend bis zur Verselbstständigung im Eikokon bleiben. Die Muttertiere verweigern für einen Monat die Nahrung und verenden dann am Hungertod. Zweiter Aspekt tritt bei Arten wie Phidippus richmani auf, bei denen die Muttertiere die Weibchen lediglich bis zur ersten Häutung der Jungtiere in deren Nähe verweilen. Dadurch erhält das Muttertier die Möglichkeit, sich der Nahrungsaufnahme zu widmen und somit mehrere Eikokons zu produzieren.

## Systematik und Arten

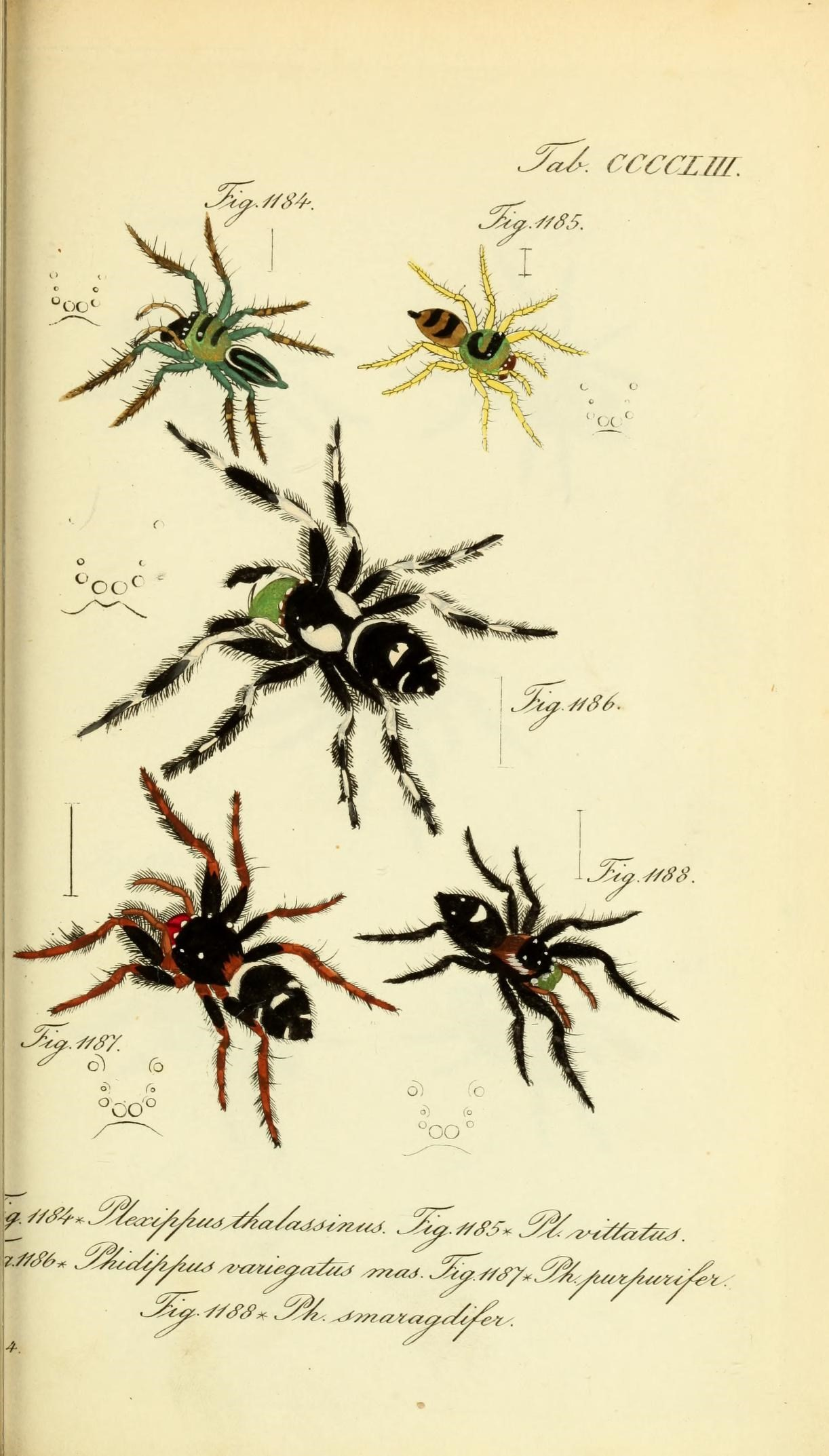
Ausschnitt aus Die Arachniden : Getreu nach der Natur abgebildet und beschrieben (1845/46) von Carl Ludwig Koch mit Phidippus purpurifer

Die Systematik der Gattung Phidippus erfuhr mehrfach Änderungen. Der Gattungsname entstammt wahrscheinlich einer Rede Ciceros mit dem Titel Pro Rege Deiotaro (lat. „Rede im Namen König Deiotaros“): Phidippus war Arzt und Sklave des Königs. Wörtlich übersetzt bedeutet der altgriechische Name „der Pferde verschont“. Die Typusart der Gattung ist Phidippus audax.
Die Gattung Phidippus umfasst 77 anerkannte Arten, jedoch keine Unterarten. Die Arten und ihre geographische Verbreitung sind folgende:
- Phidippus adonis Edwards, 2004 – Mexiko
- Phidippus adumbratus Gertsch, 1934 – Vereinigte Staaten
- Phidippus aeneidens Taczanowski, 1878 – Peru
- Phidippus albocinctus Caporiacco, 1947 – Guyana
- Phidippus amans Edwards, 2004 – Mexiko
- Phidippus albulatus F. O. P-Cambridge, 1901 – Mexiko
- Phidippus apacheanus Chamberlin & Gertsch, 1929 – Vereinigte Staaten, Mexiko, Kuba
- Phidippus ardens Peckham & Peckham, 1901 – Vereinigte Staaten, Mexiko
- Phidippus arizonensis (Peckham & Peckham, 1883) – Vereinigte Staaten, Mexiko
- Phidippus asotus Chamberlin & Ivie, 1933 – Vereinigte Staaten, Mexiko
- Phidippus audax (Hentz, 1845) – Nordamerika, in Hawaii und auf den Nikobaren eingeführt
- Phidippus aureus Edwards, 2004 – Vereinigte Staaten
- Phidippus bengalensis Tikader, 1977 – Indien
- Phidippus bhimrakshiti Gajbe, 2004 – Indien
- Phidippus bidentatus F. O. P.-Cambridge1901 – Vereinigte Staaten bis Costa Rica
- Phidippus birabeni Mello-Leitão, 1944 – Argentinien
- Phidippus boei Edwards, 2004 – Vereinigte Staaten, Mexiko
- Phidippus borealis Banks, 1895 – Vereinigte Staaten, Kanada, Alaska
- Phidippus calcuttaensis Biswas, 1984 – Indien
- Phidippus californicus Peckham & Peckham, 1901 – Nordamerika
- Phidippus cardinalis (Hentz, 1845) – Vereinigte Staaten, Mexiko
- Phidippus carneus Peckham & Peckham, 1896 – Vereinigte Staaten, Mexiko
- Phidippus carolinensis Peckham & Peckham, 1909 – Vereinigte Staaten, Mexiko
- Phidippus cerberus Edwards, 2004 – Mexiko
- Phidippus clarus Keyserling, 1885 – Vereinigte Staaten
- Phidippus comatus Peckham & Peckham, 1901 – Vereinigte Staaten
- Phidippus concinnus Gertsch, 1934 – Vereinigte Staaten
- Phidippus cruentus F. O. P.-Cambridge, 1901 – Mexiko
- Phidippus cryptus Edwards, 2004 – Vereinigte Staaten, Kanada
- Phidippus dianthus Edwards, 2004 – Mexiko
- Phidippus exlineae Caporiacco, 1955 – Venezuela
- Phidippus felinus Edwards, 2004 – Vereinigte Staaten
- Phidippus georgii Peckham & Peckham, 1896 – Mexiko bis El Salvador
- Phidippus guianensis Caporiacco, 1947 – Guyana
- Phidippus hingstoni Mello-Leitão, 1948 – Guyana
- Phidippus insignarius C. L. Koch, 1846 – Vereinigte Staaten
- Phidippus johnsoni (Peckham & Peckham, 1883) – Nordamerika
- Phidippus kastoni Edwards, 2004 – Vereinigte Staaten
- Phidippus khandalaensis Tikader, 1977 – Indien
- Phidippus lynceus Edwards, 2004 – Vereinigte Staaten
- Phidippus maddisoni Edwards, 2004 – Mexiko
- Phidippus majumderi Biswas, 1999 – Bangladesh
- Phidippus mimicus Edwards, 2004 – Mexiko
- Phidippus morpheus Edwards, 2004 – Vereinigte Staaten, Mexiko
- Phidippus mystaceus (Hentz, 1846) – Vereinigte Staaten
- Phidippus nikites Chamberlin & Ivie, 1935 – Vereinigte Staaten, Mexiko
- Phidippus octopunctatus (Peckham & Peckham, 1883) – United States, Mexiko
- Phidippus olympus Edwards, 2004 – Vereinigte Staaten
- Phidippus otiosus (Hentz, 1846) – Vereinigte Staaten
- Phidippus pacosauritus Edwards, 2020 – Mexiko
- Phidippus phoenix Edwards, 2004 – Vereinigte Staaten, Mexiko
- Phidippus pius Scheffer, 1905 – Vereinigte Staaten bis Costa Rica
- Phidippus pompatus Edwards, 2004 – Mexiko
- Phidippus princeps (Peckham & Peckham, 1883) – Vereinigte Staaten, Kanada
- Phidippus pruinosus Peckham & Peckham, 1909 – Vereinigte Staaten
- Phidippus punjabensis Tikader, 1974 – Indien
- Phidippus purpuratus Keyserling, 1885 – Vereinigte Staaten, Kanada
- Phidippus putnami (Peckham & Peckham, 1883) – Vereinigte Staaten
- Phidippus regius C. L. Koch, 1846 (Vereinigte Staaten, Westindische Inseln, Osterinsel – auf letzterer eingeführt)
- Phidippus richmani Edwards, 2004 – Vereinigte Staaten
- Phidippus tenuis (Kraus, 1955) – El Salvador
- Phidippus texanus Banks, 1906 – Vereinigte Staaten, Mexiko
- Phidippus tigris Edwards, 2004 – Vereinigte Staaten
- Phidippus tirapensis Biswas & Biswas, 2006 – Indien
- Phidippus toro Edwards, 1978 – Vereinigte Staaten, Mexiko
- Phidippus tux Pinter, 1970 – Vereinigte Staaten, Mexiko
- Phidippus tyrannus Edwards, 2004 – Vereinigte Staaten, Mexiko
- Phidippus tyrrelli Peckham & Peckham, 1901 – Nordamerika
- Phidippus ursulus Edwards, 2004 – Vereinigte Staaten
- Phidippus venus Edwards, 2004 – Mexiko
- Phidippus vexans Edwards, 2004 – Vereinigte Staaten
- Phidippus whitmani Peckham & Peckham, 1909 – Vereinigte Staaten, Kanada
- Phidippus workmani Peckham & Peckham, 1901 – Vereinigte Staaten
- Phidippus yashodharae Tikader, 1977 – Indien (Andamanen)
- Phidippus zebrinus Mello-Leitão, 1945 – Argentinien
- Phidippus zethus Edwards, 2004 – Mexiko

### Synomymisierte Arten
49 einstige Arten, die zuletzt zur Gattung Phidippus gezählt haben, wurden mit anderen Arten der Gattung synonymisiert und verloren somit ihren Artstatus. Diese einstigen Arten sind:
- Phidippus abboti Chamberlin & Ivie, 1944 – Synomymisiert mit Phidippus pius unter Edwards, 1977.
- Phidippus altanus Gertsch, 1934 – Synomymisiert mit Phidippus borealis unter Edwards, 1977.
- Phidippus auctus C. L. Koch, 1846 – Synomymisiert mit Phidippus insignarius unter Edwards, 2004.
- Phidippus audax limbatus Franganillo, 1930 – Synomymisiert mit Phidippus regius unter Edwards, 2004.
- Phidippus aureopilosus F. O. Pickard-Cambridge, 1901 – Synomymisiert mit Phidippus cardinalis unter Edwards, 2004.
- Phidippus bardus Peckham & Peckham, 1901 – Synomymisiert mit Phidippus apacheanus unter Edwards, 2004).
- Phidippus bivittatus (C. L. Koch, 1846) – Synomymisiert mit Phidippus cardinalis unter Edwards, 2004).
- Phidippus carolinus C. L. Koch, 1846 – Synomymisiert mit Phidippus otiosus unter Edwards, 2004).
- Phidippus castrensis C. L. Koch, 1846 – Synomymisiert mit Phidippus princeps unter Edwards, 2004.
- Phidippus chilamae (Kraus, 1955) – Synomymisiert mit Phidippus bidentatus unter Edwards, 2004.
- Phidippus coccineus Peckham & Peckham, 1909 – Synomymisiert mit Phidippus californicus unter Edwards, 2004.
- Phidippus coloradensis Thorell, 1877 – Synomymisiert mit Phidippus clarus unter Richman & Cutler, 1978.
- Phidippus deceptus (Petrunkevitch, 1911) – Synomymisiert mit Phidippus georgii unter Edwards, 2004.
- Phidippus diabolus (Kraus, 1955) – Synomymisiert mit Phidippus pius unter Edwards, 2004.
- Phidippus dorsalis Bryant, 1942 – Synomymisiert mit Phidippus otiosus unter Edwards, 2004.
- Phidippus electus C. L. Koch, 1846 – Synomymisiert mit Phidippus audax unter Edwards, 2004.
- Phidippus farneus (Peckham & Peckham, 1888) – Synomymisiert mit Phidippus audax unter Edwards, 2004.
- Phidippus femoratus Peckham & Peckham, 1909 – Synomymisiert mit Phidippus comatus unter Edwards, 2004.
- Phidippus ferrugineus Scheffer, 1904 – Synomymisiert mit Phidippus apacheanus unter Edwards, 1977.
- Phidippus flavus (Peckham & Peckham, 1883) – Synomymisiert mit Phidippus clarus unter Edwards, 2004.
- Phidippus foveolatus F. O. Pickard-Cambridge, 1901 – Synomymisiert mit Phidippus bidentatus unter Edwards, 2004.
- Phidippus hirsutus Barrows, 1919 – Synomymisiert mit Phidippus mystaceus unter Edwards in Richman & Cutler, 1978.
- Phidippus howardi Peckham & Peckham, 1896 – Synomymisiert mit Phidippus audax unter Edwards, 2004.
- Phidippus insolens (Hentz, 1845) – Synomymisiert mit Phidippus princeps unter Edwards, 2004.
- Phidippus kaibabensis Gertsch, 1934 – Synomymisiert mit Phidippus tyrrelli unter Edwards, 2004.
- Phidippus lyratus (Kraus, 1955) – Synomymisiert mit Phidippus bidentatus unter Edwards, 2004.
- Phidippus mccooki (Peckham & Peckham, 1883) – Synomymisiert mit Phidippus cardinalis unter Edwards, 2004.
- Phidippus mexicanus Peckham & Peckham, 1888 – Synomymisiert mit Phidippus audax unter Edwards, 2004.
- Phidippus miniatus (Peckham & Peckham, 1883) – Synomymisiert mit Phidippus regius unter Richman, 1977.
- Phidippus modestus (C. L. Koch, 1846 – Synomymisiert mit Phidippus whitmani unter Edwards, 2004.
- Phidippus montivagus (Peckham & Peckham, 1901 – Synomymisiert mit Phidippus carneus unter Edwards, 2004.
- Phidippus obscurus Peckham & Peckham, 1888 – Synomymisiert mit Phidippus arizonensis unter Edwards, 2004.
- Phidippus opifex McCook, 1883) – Synomymisiert mit Phidippus octopunctatus unter Richman & Cutler, 1978.
- Phidippus paludatus (C. L. Koch, 1846) – Synomymisiert mit Phidippus whitmani unter Edwards, 2004.
- Phidippus peritus Gertsch, 1934 – Synomymisiert mit Phidippus texanus unter Edwards, 1977.
- Phidippus pix Pinter, 1970 – Synomymisiert mit Phidippus cruentus unter Edwards, 2004.
- Phidippus pogonopus Chamberlin, 1925 – Synomymisiert mit Phidippus tyrrelli unter Edwards, 2004.
- Phidippus pulcher (Walckenaer, 1837) – Synomymisiert mit Phidippus otiosus unter Richman, 1978.
- Phidippus purpurifer C. L. Koch, 1846 – Synomymisiert mit Phidippus regius unter Edwards, 2004.
- Phidippus rauterbergi Peckham & Peckham, 1888 – Synomymisiert mit Phidippus audax unter Edwards, 2004.
- Phidippus reederi Gertsch & Riechert, 1976 – Synomymisiert mit Phidippus carneus unter Edwards, 2004.
- Phidippus rufus (Hentz, 1846 – Synomymisiert mit Phidippus cardinalis unter Edwards, 2004.
- Phidippus severus (Thorell, 1891 – Synomymisiert mit Phidippus audax unter Edwards, 2004.
- Phidippus testaceus C. L. Koch, 1846 – Synomymisiert mit Phidippus clarus unter Edwards, 2004.
- Phidippus togatus C. L. Koch, 1846 – Synomymisiert mit Phidippus audax unter Edwards, 2004.
- Phidippus tullgreni Wallace, 1950 – Synomymisiert mit Phidippus regius unter Edwards, 2004.
- Phidippus variegatus (Lucas, 1833) – Synomymisiert mit Phidippus audax unter Richman, 1977.
- Phidippus volcanus Gertsch & Riechert, 1976 – Synomymisiert mit Phidippus pius unter Edwards, 2004.
- Phidippus xeros Edwards, 1978 – Synomymisiert mit Phidippus workmani unter Edwards, 2004.

### Nicht mehr anerkannte Arten
Folgende 18 Arten zählten zuletzt zur Gattung Phidippus und wurden aufgelöst. Diese als Nomen dubium geltenden Arten sind:
- Phidippus arrogans (C. L. Koch, 1846) – Aufgelöst unter Edwards, 2004.
- Phidippus cinereus (Walckenaer, 1837) – Aufgelöst unter Richman & Cutler, 1978.
- Phidippus contemplator (Walckenaer, 1837) – Aufgelöst unter Roewer, 1955.
- Phidippus dissimulator (Walckenaer, 1837) – Aufgelöst unter Richman & Cutler, 1978.
- Phidippus excubitor (Walckenaer, 1805) – Aufgelöst unter Richman & Cutler, 1978.
- Phidippus formosus (Peckham & Peckham, 1883) – Aufgelöst unter Edwards, 2004.
- Phidippus fraudulentus (Walckenaer, 1837) – Aufgelöst unter Richman, 1978.
- Phidippus insidiosus (Walckenaer, 1837) – Aufgelöst unter Richman & Cutler, 1978.
- Phidippus investigator (Walckenaer, 1837) – Aufgelöst unter Richman & Cutler, 1978.
- Phidippus latus (Walckenaer, 1837) – Aufgelöst unter Richman & Cutler, 1978.
- Phidippus pileatus (Walckenaer, 1837) – Aufgelöst unter Person|Richman & Cutler, 1978.
- Phidippus pilosus (Walckenaer, 1837) – Aufgelöst unter Richman & Cutler, 1978.
- Phidippus purpurarius (Walckenaer, 1837) – Aufgelöst unter Richman & Cutler, 1978.
- Phidippus rimator (Walckenaer, 1837) – Aufgelöst unter Richman, 1978: 58, Edwards, 2004.
- Phidippus sagax (Walckenaer, 1837) – Aufgelöst unter Richman & Cutler, 1978.
- Phidippus translatus (Peckham & Peckham, 1901) – Aufgelöst unter Edwards, 2004.
- Phidippus triangulifer (Caporiacco, 1954) – Aufgelöst unter Ruiz & Brescovit, 2008.
- Phidippus tridentiger (Walckenaer, 1837) – Aufgelöst unter Richman & Cutler, 1978.